# 美国陆军野战手册
美国陆军野战手册（英语：United States Army Field Manuals）是美国陆军陆军出版局出版的一系列英文为主的出版物。它们包含对在战场上服役的士兵很重要的程序的详细信息和操作方法,多数可操作的手册可以认为是标准作业程序 (Standard operating procedure)。

## 历史[2]

### 19世纪
1863年4月13日，林肯批准通过通用命令第100号（General Orders No. 100）既《美国军队战地管理指示（Instructions for the Government of Armies of the United States in the Field）》。此命令也称利伯法典，是法学博士弗朗西斯·利伯 受林肯总统委托撰写一篇教导联邦军士兵在战时应该如何行动指导方针的论文。也被认为是美国武装力量的第一部野战手册。

### 20世纪
二战时的美国陆军野战手册包括有关美国军事技术、战术和组织、军事和骑兵操练以及枪炮在内的内容。许多手册中都有一句话，即 "为所有相关人员提供信息和指导而出版"。
美国战争部于 1947 年更名为陆军部，主要发行三类出版物--行政、理论培训和组织以及技术和装备出版物。行政类出版物包括《陆军条例》、《特别条例》、《公告》、《通知》、《一般命令》和《特别命令》以及《小册子》等出版物；理论、训练和组织类出版物包括《战地手册》、《陆军训练和评估计划》、《训练通知》、《组织和装备表》以及《津贴表》；技术和装备类出版物包括《技术手册》、《技术公告》、《供应手册》等出版物。
20 世纪 40 年代，军事手册由美国参谋长联席会议主席批准，并由副总司令认证。1948年出版的战地手册 FM 21-6《陆军部出版物清单和索引（List and Index of Department of the Army Publications）》详细列出了 20 世纪 40 年代出版的可公开获得的手册，可用于识别手册的标题和编号。

### 现今
作为陆军 "2015学说 "倡议的一部分，野战手册（FM）将继续作为新系列学说文件中最全面的参考手册，新系列学说文件还包括陆军学说出版物（Army Doctrine Publications ，缩写为ADP）和陆军学说参考资料（Army Doctrine Reference Publications ，缩写为ADRP）。不过，野战手册的总数将减少到 50 份，仅涵盖核心概念，而且 FM 的正文篇幅将限制在 200 页以内。所有剩余的知识都将过渡到一个新的较低级别的出版物系列，称为陆军技术出版物（Army Techniques Pubs ，缩写为ATPs）

## 意义
军事历史学家、策展人、军事爱好者、重演者、历史学家和收藏家都会对这些手册的原版感兴趣，它们可用来追溯军队的理论、组织结构、装备、制服和武器的演变。这些手册在军事文物的保养、维护和保存方面也很有意义。

## 内容
手册编写的范围相当广泛，从处理核材料到烹饪。标准的野战手册是按照六年级水平编写的，分为多个章节，并配有图表、表格和手绘插图。根据资料截至2005年，共版了650种以上的野战手册。

手册FM31-15描述的组织结构

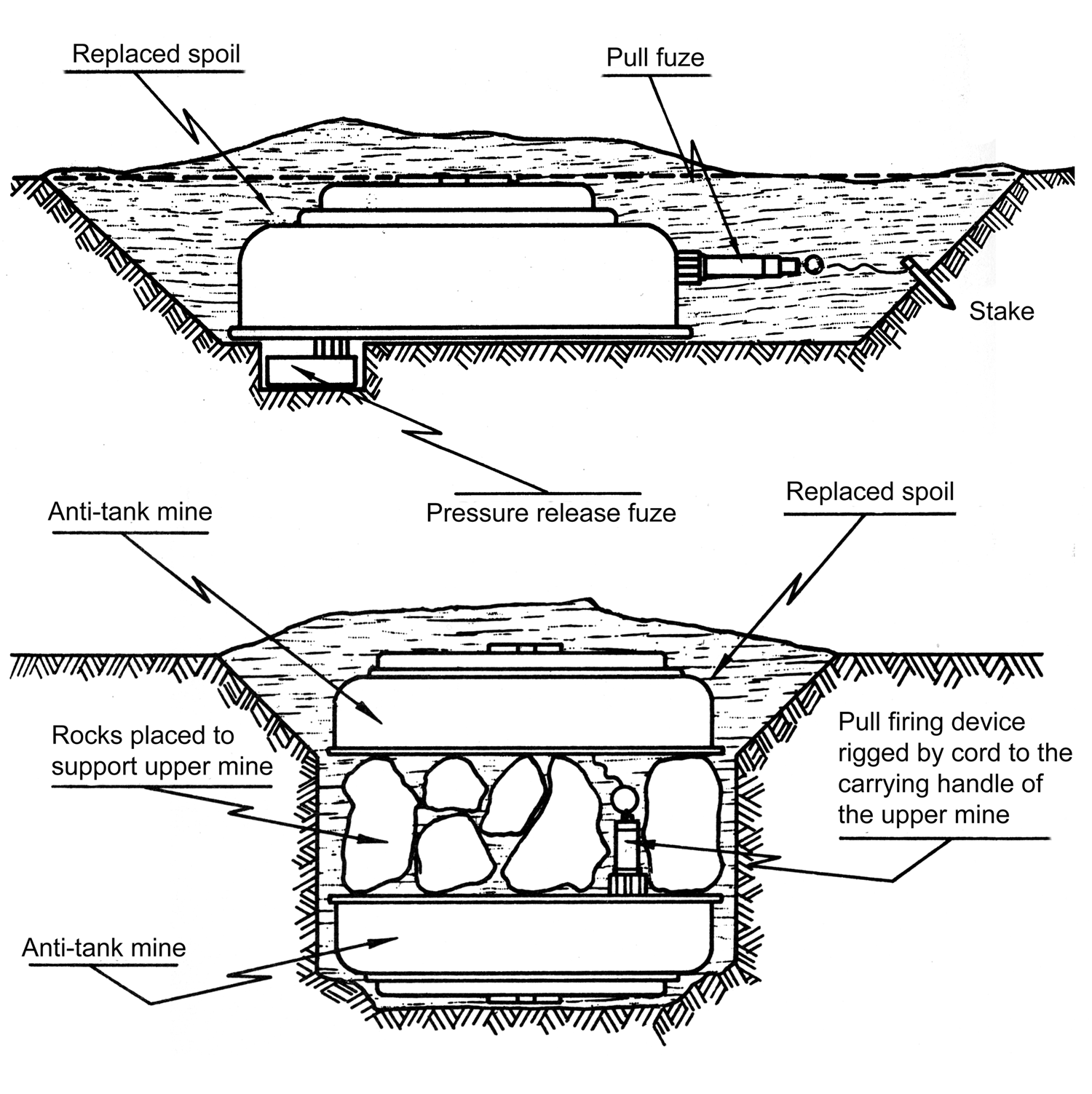
手册FM-32-20中对诡雷的解释说明

## 出版物清单[8]
多数手册可以在美国陆军出版局或者美国军队的官方网站上向公众公开，且自由下载。部分手册因为涉及军事机密和或危及公共安全已经不再公开分发。例如：FM 34-52 它涉及囚犯审讯方法；手册 FM 5-31 涉及诱杀装置（boobytraps）的制作。最近涉及的手册为FM 3-24 平叛行动（Counterinsurgency ）。
现在主要的出版物分发格式为PDF，2019年开始还提供有声读物。